# لیودویگ میرزویان
لیودویگ واسیلی میرزویان (ارمنی: Լյուդվիգ Վասիլի Միրզոյան؛ زادهٔ ۱ مهٔ ۱۹۲۳ - درگذشته ۲۰ ژوئیهٔ ۱۹۹۹) یک اخترشناس، اخترفیزیک‌دان، فیزیک‌دان و آکادمیسین اهل ارمنستان بود.

## زندگی‌نامه
در ۱ مهٔ ۱۹۲۳ در ایروان به دنیا آمد و از دانشگاه دولتی ایروان (۱۹۴۷) فارغ‌التحصیل شد. وی عضو فرهنگستان ملی علوم ارمنستان، اتحادیه بین‌المللی اخترشناسی و انستیتو اخترفیزیک پاریس؟ بود. وی همچنین برنده نشان پرچم سرخ کار و دانشمند شایسته ارمنستان شوروی () شده است. وی در ۲۰ ژوئیهٔ ۱۹۹۹ در سن ۷۶ سالگی در ایروان درگذشت.

## نگارخانه

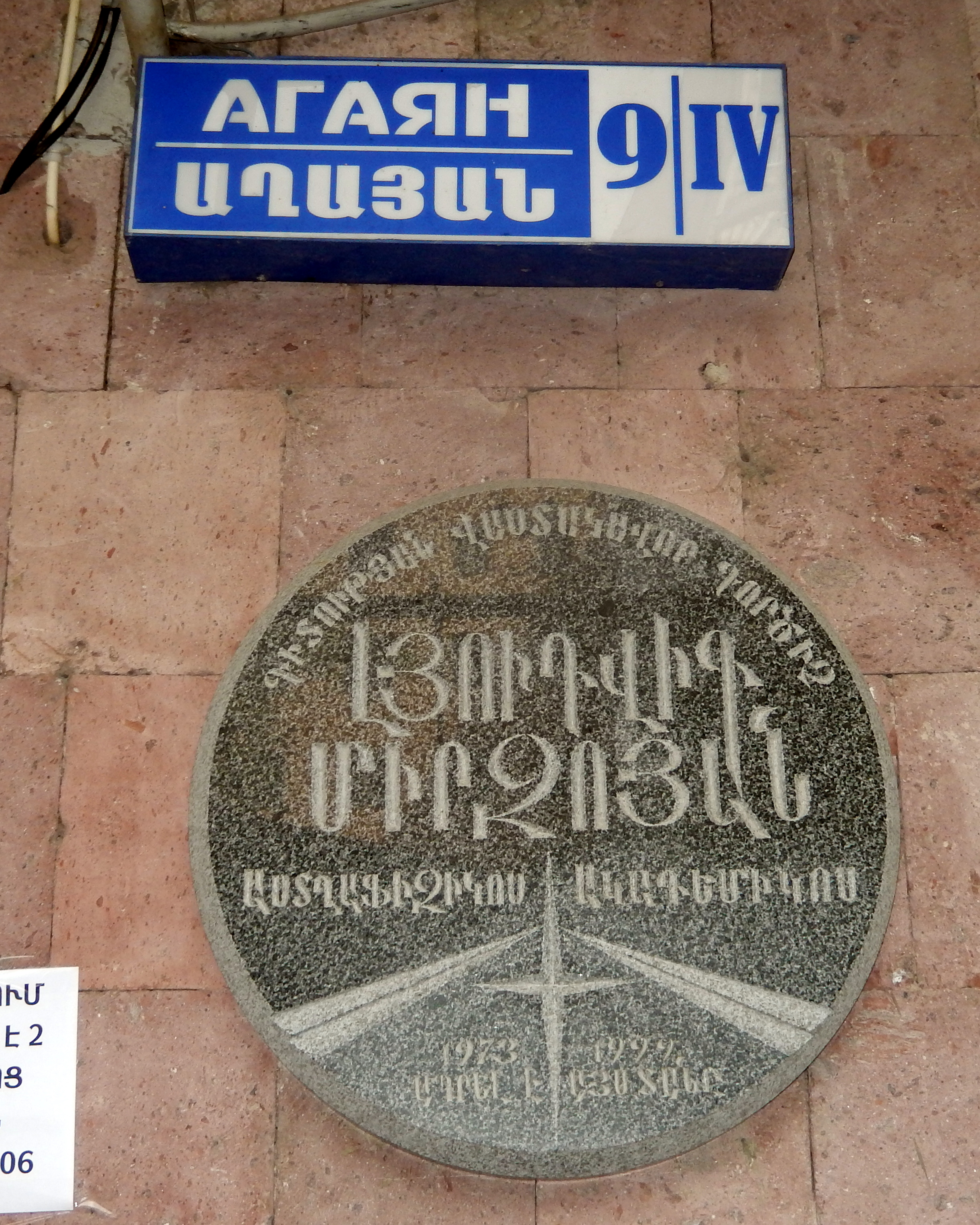

## یادداشت
1. ↑  ֆիզիկամաթեմատիկական գիտությունների դոկտոր